# 임종식
임종식(林宗植, 1955년 ~ )은 대한민국의 교육인이며 제17·18대 경상북도교육감이다. 2018년 교육감 선거에서 당선되었으며, 2022년 재선되었다.

## 학력
- 1974~1978 경북대학교 교육학 학사
- 1985~1988 고려대학교 교육대학원 교육행정학 석사

## 경력
- 1978.03~1978.12: 달산중학교 교사
- 1978.12~1983.02: 영덕중학교 교사
- 1983.03~1987.02: 안강중학교 교사
- 1987.03~1991.02: 계림고등학교 교사
- 1991.03~1995.02: 경주여자고등학교 교사
- 1995.03~2004.02: 화랑교육원/경주교육청/경북교육청 장학사
- 2004.03~2006.02: 포항고등학교 교감
- 2006.03~2008.08: 영창중학교 교장
- 2008.09~2009.08: 경상북도교육연수원 교수부장
- 2009.09~2012.08: 경상북도교육학력증진 및 기획홍보 담당 장학관
- 2012.09~2013.08: 경상북도교육연수원 원장
- 2013.09~2015.02: 경상북도교육청 교원지원과장
- 2015.03~2017.08: 경상북도교육청 교육정책국장
- 2017.10~2018.06: 경북대학교 사범대학 겸임교수
- 2018.07~: 제17·18대 경상북도교육청 교육감
- 2022.07~2024.06: 제9대 전국시도교육감협의회 부회장
- 2·28민주운동기념사업회 고문

## 수상
- 2001 국무총리 표창
- 2017 홍조근정훈장

## 역대 선거 결과
|  | 28.20% |

|  | 49.77% |

| 전임 이영우 | 제17·18대 경상북도교육감 2018년 7월 1일~2022년 6월 30일 2022년 7월 1일~ |  |